# Working on a Dream
Working on a Dream je šestnácté studiové album amerického hudebníka Bruce Springsteena. Vydáno bylo v lednu roku 2009 společností Columbia Records. Jeho producentem byl Brendan O'Brien. Album se dostalo na první příčky hitparád v mnoha zemích, včetně USA, Spojeného království a Dánska. V řadě zemí se stalo platinovým či zlatým.

## Seznam skladeb
Autorem všech skladeb je Bruce Springsteen.
1. Outlaw Pete – 8:00
2. My Lucky Day – 4:01
3. Working on a Dream – 3:30
4. Queen of the Supermarket – 4:40
5. What Love Can Do – 2:57
6. This Life – 4:30
7. Good Eye – 3:01
8. Tomorrow Never Knows – 2:14
9. Life Itself – 4:00
10. Kingdom of Days – 4:02
11. Surprise, Surprise – 3:24
12. The Last Carnival – 3:11
13. The Wrestler (bonus) – 3:50

## Obsazení
- Bruce Springsteen – zpěv, kytara, harmonika, klávesy, perkuse, zvonkohra
- Roy Bittan – klavír, Hammondovy varhany, akordeon
- Clarence Clemons – saxofon, zpěv
- Danny Federici – Hammondovy varhany
- Nils Lofgren – kytara, zpěv
- Patti Scialfa – zpěv
- Garry Tallent – baskytara
- Steven Van Zandt – kytara, zpěv
- Max Weinberg – bicí
- Soozie Tyrell – housle, zpěv
- Patrick Warren – Hammondovy varhany, klavír, klávesy
- Jason Federici – akordeon
- Eddie Horst – aranžmá smyčců a žesťů